# Einholung (Dialektik)
Als Einholung wird in der philosophischen Dialektik seit dem 20. Jahrhundert gelegentlich der Vorgang bezeichnet, durch die Erarbeitung einer bestimmten Theorie andere, bereits vorhandene Ergebnisse oder auch die materiellen oder geistigen Voraussetzungen dieser Theorie selbst zu rekonstruieren.
So verwendet beispielsweise Hans-Georg Gadamer die Metapher der „Einholung“ mit Bezug auf Georg Wilhelm Friedrich Hegel, der zum Zweck der Wiederherstellung des philosophischen Beweises der antiken Philosophie einerseits eine dialektische Methode der „Zuspitzung zum Widerspruch“ entwickele, andererseits aber einen im „logischen Instinkt der Sprache“ verborgenen „spekulativen Gehalt“ beschwöre:
„Indem Hegel die entfremdete Schulsprache der Philosophie – ohne jeden Purismus – zu überwinden trachtete, ihre Fremdworte und Kunstausdrücke mit den Begriffen des gewöhnlichen Denkens durchsetzte, gelang ihm die Einholung des spekulativen Geistes seiner Muttersprache in die spekulative Bewegung des Philosophierens, wie sie die natürliche Mitgift des beginnenden Philosophierens der Griechen gewesen war.“
Die Metapher findet sich bereits bei Theodor W. Adorno, der im 1949 beendeten Buch Minima Moralia zum philosophischen Vermächtnis Walter Benjamins vermerkt:
„Benjamins Schriften sind der Versuch, in immer erneutem Ansatz das von den großen Intentionen nicht bereits Determinierte philosophisch fruchtbar zu machen. Sein Vermächtnis besteht in der Aufgabe, solchen Versuch nicht den verfremdenden Rätselbildern des Gedankens einzig zu überlassen, sondern das Intentionslose durch den Begriff einzuholen: der Nötigung, dialektisch zugleich und undialektisch zu denken.“